# 中合中小企业融资担保股份有限公司
中合中小企业融资担保股份有限公司 (英語：China United SME Guarantee Corporation），简称中合担保，（英語：Sino Guarantee) 是一家提供债务担保、债券保险的国有保险公司。总部位于北京，目前总经理是周纪安。

## 历史
公司成立于2012年7月19日，注册资本为51.26亿元人民币。2016年增持至71.764亿元人民币。由于是中华人民共和国国务院提出，中华人民共和国国家发展和改革委员会批准设立的外资担保试点项目，公司被美国信用评级机构穆迪评选为中国资本市场的准政策性标杆。

## 股东
中方股东包括天津天海投资发展股份有限公司、海航资本集团、宝钢集团、海宁宏达股权投资管理有限公司、中国进出口银行、内蒙古鑫泰投资有限责任公司。外方股东包括美国摩根大通集团和西门子（中国）有限公司。